# Chiomara (genre)
Genre
Chiomara est un genre de lépidoptères (papillons) de la famille des Hesperiidae.

## Liste des espèces
Selon Catalogue of Life (28 juin 2020) :
- Chiomara asychis Stoll, 1780
- Chiomara crenda Evans, 1953
- Chiomara khalili Riley, 1934
- Chiomara mithrax Möschler, 1878
- Chiomara punatum Mabille, 1878